# Turanoceratops
Genre
Espèce
Turanoceratops est un genre de dinosaures cératopsiens du Crétacé supérieur retrouvé dans la formation géologique de Bissekty, en Ouzbékistan.
L'espèce-type, Turanoceratops tardabilis, a été décrite par Lev Alexandrovitch Nesov et al. en 1989.
Le genre est basé sur des fossiles datés du Turonien (il y a environ 90 millions d'années).

## Classification
Classé chez les Ceratopsia, Turanoceratops se rapproche de Zuniceratops. Une étude de 2009, menée par Hans-Dieter Sues et Alexander Arianov, analyse des fossiles supplémentaires du genre et conclut que le genre, bien que « transitoire », fait bien partie des Ceratopsidae. À l'époque, le genre est le seul cératopsien retrouvé ailleurs qu'en Amérique du Nord. Cependant, certains scientifiques tels Andrew Farke sont en désaccord avec les résultats de Sues. Farke et al. ont ainsi fait une analyse phylogénétique indépendante des nouveaux fossiles et ont trouvé que ces derniers sont liés au groupe frère des Ceratopsidae, mais qu'ils ne sont pas un vrai membre de ce clade. Sues et Averianov critiquent cette analyse, affirmant que Farke et al. ont mal interprété certaines caractéristiques des restes. En 2010, Xu et al. ont également réalisé une analyse phylogénétique et ont conclu que Turanoceratops est plus éloigné que Zuniceratops et qu'il est hors des Ceratopsidae.